# Фъргъс Макфейл
Фъргъс МакФейл (на английски: Fergus McPhail) е австралийски детски комедиен сериал, първоначално излъчен по канал Network Ten, на 2 януари, 2004.

## Сюжет
Комедийният сериал представя тийнейджъра Фъргъс МакФейл (и неговото ирационално оптимистично его), лутащ се от криза в криза, – повечето от които са предизвикани от самия него.
Историята в сериала, разкрива една година от живота на Фъргъс. Съжителството му у дома с безотговорното му семейство, в училище сред приятелите му, понякога побеждава в игрите, а и в житейските съревнования, съпровождащи младежкият му живот.

## Актьорски състав
- Шон Оулиндорф – като Фъргъс МакФейл
- Джеси Джейкъбс – като Дженифър МкФейл
- Брет Суейн – като Татко
- Мириам Глейсър – като Senga МкФейл
- Майкъл Харисън – като Ламбърт Ейпънолти
- Меган Харингтън – като Анджела Дейтън
- Хейли Симпсън – като Софи Бартоломео
- Маркъс Къстело – като Ричард Никсън-Клевърхаус
- Рег Гормън – като Хари Патерсън
- Джон Уилямс – като Томас
- Никълъс Търнър – като Кевин
- Мартин Шерп – като Дейвид
- Деймиен Буди – като Лион
- Алекс Тсицополус – като Анджело
- Стивън Бенсен – като Деклън Паркър
- Джой Уестмор – като г-жа Вейнс